# Скэт
Скэт (англ. scat, также scat singing) — вид импровизированного джазового вокализа, использующего бессмысленные слова, слоги или отдельные звуки. Известные мастера скэта (по алфавиту) — Луи Армстронг,  Диззи Гиллеспи, Эл Джерро, Джонатан Дэвис, Кэб Кэллоуэй, Анита О'Дэй, Бобби Макферрин, Скэтмэн Джон, Терри Тейлор, Джей Ди Уолтер,  Элла Фицджеральд, Леонид Фёдоров.

## Исторический очерк
Существует мнение, что скэт берёт своё начало из музыки Западной Африки, где ударные звуки инструментов заменялись вокализацией, в которой определённые звуки заменяли нормальный ритм. Однако более вероятно, что скэт получил в своё время популярность среди джазовых певцов США, которые пытались имитировать голосом звуки джазовых инструментов. Это подтверждают ранние звукозаписи блюза и новоорлеанского джаза.
Первым записанным примером скэта часто называют композицию «Heebie Jeebies», записанную Луи Армстронгом в 1926 году, хотя фактически есть и более ранние примеры применения скэта. Существует легенда, что эта композиция появилась после того, как у Армстронга упал нотный лист со словами на пол или он просто забыл слова. Его ранние скэтовые соло были фактически такими же нововведениями, как и его соло на трубе.
В 1940-х годах скэт значительно усложнил Кэб Кэллоуэй, предоставив ему новое значение — стиля бибоп. Другой известной исполнительницей скэта в 1940-е годы стала Элла Фицджеральд, которая была известна своим умением имитировать джазовые инструменты.
В 1960-х годах свинговый певец Ворд Свингл использовал скэт для аранжировок музыки Иоганна Себастьяна Баха, а впоследствии и других композиторов прошлого. Возглавляемая им группа «Swingle Singers» после выпуска альбома «Jazz Sebastian Bach» получила мировую известность. В 1990-е годы в манере скэт пел Джон Ларкин, которого знают под псевдонимом Скэтмэн Джон.
Голосовые приёмы, близкие к скэту, использовались на альбомах популярного украинского дуэта «5'nizza».
В 1990-х годах Терри Тейлор использовал скэт в саундтреке к компьютерной игре «The Neverhood». Одна из композиций саундтрека даже и называется — «Skat Radio».